# Saint James (Minnesota)
Pour les articles homonymes, voir Saint James.
La ville américaine de Saint James est le siège du comté de Watonwan, dans l’État du Minnesota. Lors du recensement de 2010, sa population s’élevait à 4 605 habitants.

## Source
- (en) Cet article est partiellement ou en totalité issu de l’article de Wikipédia en anglais intitulé « St. James, Minnesota » (voir la liste des auteurs).